# 疣海膽
疣海膽（學名：Phymosoma），又名瘤海膽，是一屬已滅絕的海膽。牠們生存於白堊紀至始新世，分佈在亞洲、歐洲及北美。牠們的體殼為扁圓形。頂盤和口周圍的膜所佔據的部分很寬闊。步帶與間步帶的刺瘤大小相近，刺瘤上長有光滑的圓柱形或扁平的錐狀棘刺。疣海膽生活在海底，透過啃咬堅硬的表面來取食海藻、海綿和其他軟體生物。

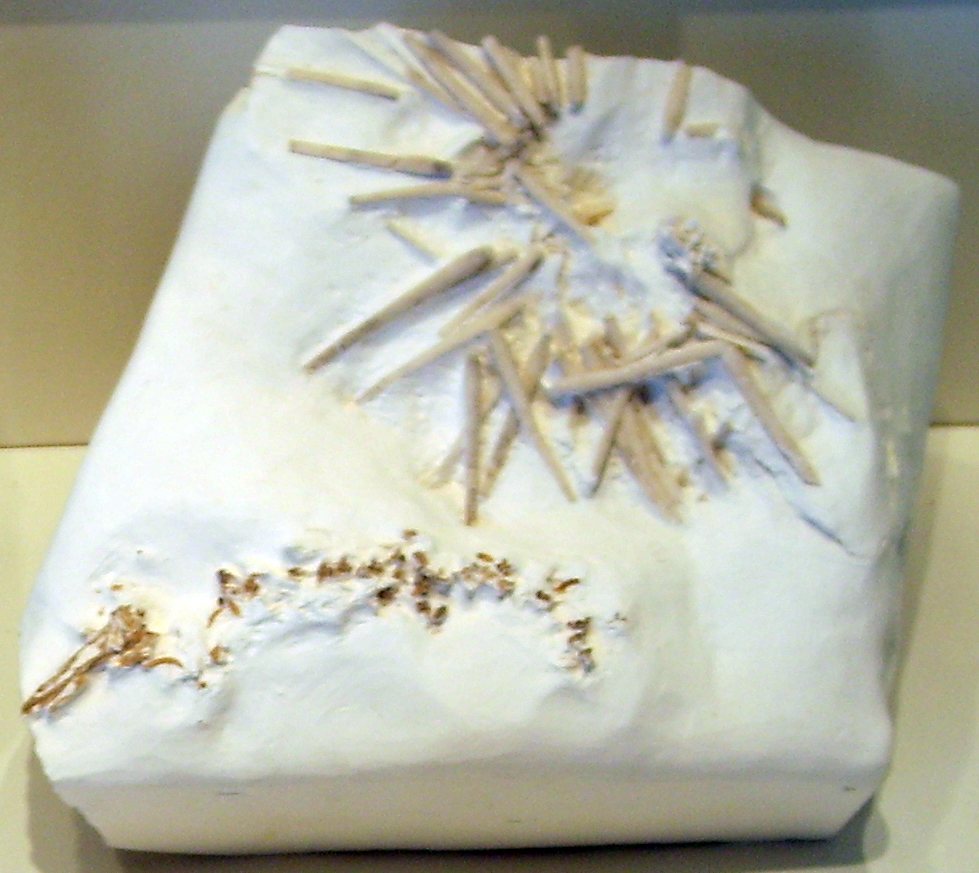
海龍和Phymosoma granulosum的化石

## 外部連結
- Paleobiology Database （页面存档备份，存于）